# Vilhelm Bryde
Vilhelm Bryde, född 28 april 1888 i Hedvig Eleonora församling, Stockholm, död 26 april 1974 i Storkyrkoförsamlingen, Stockholm, var en svensk skådespelare, filmproducent, regissör och arkitekt med mera.

## Biografi
Bryde utbildade sig först till byggnadsingenjör (examen 1909), men valde sedan skådespelarbanan (även om han kom att verka som arkitekt i mindre skala parallellt). 1909–1911 var han elev vid Dramatens elevskola. Mellan 1913 och 1919 var Bryde skådespelare vid Svenska Teatern i Stockholm. 1919 gick han över till AB Svensk Filmindustri där han Blev dekoratör och bland annat ansvarade för scendekorationerna vid Ingmarssönerna, Karin Ingmarsdotter och Gösta Berlings saga. Han var chef för AB Svensk Filmindustris anläggningar vid Filmstaden 1922–1933, samt biografchef över Stockholmsbiograferna vid Svensk Filmindustri från 1933. Bryde var VD och produktionschef för Film AB Minerva 1925–1931.
Han var son till köpman Fredrik Johanson och Emilia Erikson. Bryde var från 1915 till sin död gift med skådespelaren Lisa Holm. De är begravda på Solna kyrkogård. Arkitekten Lars Bryde var deras son.

## Film

### Regi
- 1927 – En perfekt gentleman

### Producent
- 1927 – En perfekt gentleman
- 1928 – Synd
- 1929 – Säg det i toner
- 1929 – Hjärtats triumf
- 1931 – Brokiga Blad
- 1939 – Landstormens lilla Lotta

### Filmografi roller i urval
- 1920 – Erotikon
- 1920 – Bomben
- 1920 – Ombytta roller
- 1921 – En lyckoriddare
- 1922 – Kärlekens ögon
- 1923 – Andersson, Pettersson och Lundström
- 1923 – Friaren från landsvägen
- 1924 – 33.333
- 1925 – Polis Paulus' påskasmäll
- 1925 – Skeppargatan 40
- 1927 – Hans engelska fru
- 1931 – Brokiga Blad

## Teater

### Roller (ej komplett)
| År   | Roll                     | Produktion                                              | Regi             | Teater                                    |
| ---- | ------------------------ | ------------------------------------------------------- | ---------------- | ----------------------------------------- |
| 1914 | Fastolf                  | Jungfrun av Orléans Friedrich Schiller                  |                  | Svenska teatern, Stockholm                |
| 1914 | Unge kungen              | Svanevit August Strindberg                              | Victor Castegren | Svenska teatern, Stockholm                |
| 1915 |                          | Hallå, Emmerich Földes                                  |                  | Svenska teatern, Stockholm                |
| 1915 | Andre vännen Döden       | Lycko-Pers resa August Strindberg                       | Gunnar Klintberg | Svenska teatern, Stockholm                |
| 1916 | Excellensen von Haugk    | Gamla Heidelberg (Alt-Heidelberg) Wilhelm Meyer-Förster |                  | Svenska teatern, Stockholm                |
| 1917 | Professor Gerstmann      | Pärlhalsbandet Lothar Schmidt                           | Gunnar Klintberg | Vasateatern (gästspel av Svenska teatern) |
| 1917 | Ett venetianskt sändebud | Kring drottningen Brita von Horn                        | Gunnar Klintberg | Svenska teatern, Stockholm                |
| 1919 | Försvarsadvokaten        | Rödakorssystern Gustaf Collijn                          |                  | Svenska teatern, Stockholm                |
| 1922 |                          | Hasard Alfred Savoir                                    | Vilhelm Bryde    | Turné                                     |
| 1923 |                          | Fruns båda män Félix Gandéra och André Mouézy-Éon       | Karin Swanström  | Folkteatern                               |

### Regi (ej komplett)
| År   | Produktion | Upphovsmän    | Teater |
| ---- | ---------- | ------------- | ------ |
| 1922 | Hasard     | Alfred Savoir | Turné  |

### Fotnoter
1. ↑  Carlquist, Gunnar, red (1930). Svensk uppslagsbok. Bd 5. Malmö: Svensk Uppslagsbok AB. sid. 139
2. ↑  ”Arkiverade kopian”. Arkiverad från originalet den 19 augusti 2015. https://web.archive.org/web/20150819131332/http://svenskuppslagsbok.se/scans/band_05/0123_0124-0004.jpg. Läst 22 april 2015.
3. ↑  Dagens Nyheter, 21 maj 1915, sid. 2
4. ↑  Gravar.se
5. ↑  ”Teater, konst, litteratur”. Dagens Nyheter:  s. 9. 5 mars 1914. https://arkivet.dn.se/sok/?searchTerm=&fromPublicationDate=1914-03-14&toPublicationDate=1914-03-14. Läst 29 augusti 2015.
6. ↑  ”Teater, konst, litteratur”. Dagens Nyheter:  s. 5. 3 december 1914. https://arkivet.dn.se/tidning/1914-12-03/15997/5. Läst 23 mars 2024.
7. ↑  Ariel (31 januari 1915). ”Från scenen och estraden”. Idun: Illustrerad tidning för kvinnan och hemmet:  s. 80. Arkiverad från originalet den 29 juni 2015. https://web.archive.org/web/20150629185232/http://www.ub.gu.se/fasta/laban/erez/kvinnohistoriska/tidskrifter/idun/1915/pdf/1915_05.pdf. Läst 27 juni 2015.
8. ↑  ”Teater, konst, litteratur”. Dagens Nyheter:  s. 9. 16 december 1915. https://arkivet.dn.se/tidning/1915-12-16/342A/9. Läst 23 mars 2024.
9. ↑  ”Gamla Heidelberg”. Musikverket. https://calmview.musikverk.se/CalmView/Record.aspx?src=CalmView.Performance&id=P7032&pos=158. Läst 23 mars 2024.
10. ↑  ”Pärlhalsbandet”. Musikverket. http://calmview.musikverk.se/CalmView/Record.aspx?src=CalmView.Performance&id=PERF14560&pos=242. Läst 10 juli 2015.
11. ↑  Bo Bergman (10 november 1917). ”'Kring drottningen' på Svenska teatern.”. Dagens Nyheter:  s. 9. https://arkivet.dn.se/tidning/1917-11-10/305/9. Läst 22 oktober 2020.
12. ↑  Ernst Högman, red (1919). ”Från scenen och estraden”. Idun: Illustrerad tidning för kvinnan och hemmet (Stockholm) 32 (12):  sid. 190. Arkiverad från originalet den 5 mars 2016. https://web.archive.org/web/20160305035921/http://www.ub.gu.se/fasta/laban/erez/kvinnohistoriska/tidskrifter/idun/1919/pdf/1919_12.pdf. Läst 26 december 2015.
13. 1 2  ”Teaternytt”. Dagens Nyheter:  s. 7. 4 oktober 1922. http://arkivet.dn.se/arkivet/tidning/1922-10-04/267/7. Läst 24 juli 2015.
14. ↑  Tygård, Britt-Marie (2012). Tollie Zellman: "Damen i rosa". Stockholm: [s.n.]. Libris 13619752. ISBN 978-91-637-1333-0
15. ↑  Bo Bergman (3 maj 1923). ”'Fruns båda män' på Folkteatern”. Dagens Nyheter:  s. 4. http://arkivet.dn.se/arkivet/tidning/1923-05-03/117/4. Läst 18 mars 2016.